# Devnya (huyện)
Devnya là một huyện thuộc tỉnh Varna, Bungaria. Dân số thời điểm năm 2001 là 9683 người.